# ريتشارد برايس
ريتشارد برايس (بالإنجليزية: Richard Price)‏ (و. 1723 – 1791 م) هو فيلسوف، وخبير إكتواري، وعالم عقيدة، من مملكة بريطانيا العظمى، كان عضوًا في الجمعية الملكية، والأكاديمية الأمريكية للفنون والعلوم، توفي في لندن، عن عمر يناهز 68 عاماً.

## النشأة
ريتشارد برايس هو ابن ريس برايس الذي كان وزيرًا منشقًا، وكاثرين ريتشاردز زوجة والده الثانية. ولد ريتشارد في تاين تون، وهي مزرعة في قرية لانغينور، غلامورغان، ويلز. تلقى تعليمه بشكل خاص ثم في نيث وفي بين- توين. درس على يد فافاسور غريفيث في تشانسفيلد، تالغارث، بوويو، ويلز الوسطى.
غادر بعد ذلك من ويلز إلى إنجلترا، حيث أمضى بقية حياته. درس مع جون إيمز والأكاديمية المعارضة في مورفيلدز، لندن. ترك برايس الأكاديمية في عام 1744، وأصبح ملحقًا دينيًا ورفيقًا لجورج ستريتفيلد في ستوك نيوينغتون، ثم في قرية شمال لندن. شغل منصب محاضر في أولد جوري، حيث كان صموئيل تشاندلر كاهنًا. أدت وفاة ستريتفيلد ومقتل عمه عام 1757 إلى تحسن ظروفه. تزوج في 16 يونيو عام 1757 من سارة بلونديل، التي يعود أصلها إلى بلغريف في ليسترشير. 

## تجمع نيوينغتون غرين
انتقل برايس في عام 1758 إلى نيوينغتون غرين، واستقر في المبنى رقم 54 ذا غرين، وسط مصطبة عمرها مئة عام. (ما يزال المبنى قائمًا باعتباره أقدم مصطبة من الطوب في لندن، يعود تاريخها إلى عام 1658). أصبح برايس كاهنًا في دار اجتماعات نيوينغتون غرين، وهي كنيسة ما تزال قائمة حتى يومنا هذا باسم كنيسة نوينغتون غرين التوحيدية. كان من بين الجماعة صموئيل فوغان وعائلته. عمل برايس على تعيين توماس أموري كزميل في الوعظ منذ عام 1770.
أصبح برايس في عام 1770 واعظاً صباحيًا في مصلى غرافيل بيت في هاكني، وواصل عظاته بعد الظهيرة في نيوينغتون غرين. قبل مهامًا في دار الاجتماعات في أولد جوري.

## المنشورات
نشر برايس في عام 1744 مجلدًا من العظات ومع ذلك، أصبح مشهورًا بشكل كبير باعتباره كاتبًا في المسائل المالية والسياسية. رفض برايس المفاهيم المسيحية التقليدية عن الخطيئة الأصلية والعقاب الأخلاقي، داعيًا إلى الكمال في الطبيعة البشرية، وكتب عن الأسئلة اللاهوتية. كتب أيضًا عن التمويل والاقتصاد والاحتمال والتأمين على الحياة.

### توماس بايز
طُلب من برايس أن يصبح المنفذ الأدبي لعالم الرياضيات توماس بايز. حرر برايس عمل بايز الرئيسي بعنوان مقال نحو حل مشكلة في عقيدة الاحتمالات عام 1763، التي ظهرت في المعاملات الفلسفية وتضمنت مبرهنة بايز التي تُعد إحدى النتائج الأساسية لنظرية الاحتمالات. كتب برايس مقدمة للورقة التي توفر بعض الأسس الفلسفية للإحصاءات البايزية. انتُخب في عام 1765 زميلًا في الجمعية الملكية تقديرًا لعمله على إرث بايز.

### المالية العامة
نشر برايس في عام 1771 منشوره نداء إلى الجمهور بشأن موضوع الدين القومي (طبعتا 1772 و1774). أثار هذا الكتيب جدلًا كبيرًا، ومن المفترض أنه أثر على ويليام بيت الأصغر في إعادة إنشاء صندوق سداد الديون العامة، الذي أنشأه روبرت والبول عام 1716 وأُلغي عام 1733. وصف اللورد أوفرستون الوسائل المقترحة لإنهاء الدين بأنها «نوع من الآليات الهزلية» التي من المفترض أن تعمل «دون خسارة لأحد»، وبالتالي فهي غير سليمة. هاجم جون براند آراء برايس عام 1776. استخدم براند عندما عاد إلى المسائل المالية والتمويل، تعديل دستور مجلس العموم وعدم المساواة في ضريبة الأراضي (1793)، عمل برايس من بين أمور أخرى.

### أعمال أخرى
كتب برايس أيضًا عظات يوم الصيام، التي نُشرت على التوالي في عامي 1779 و1781. وعظ برايس خلال الحرب الأمريكية في أيام الصيام واغتنم الفرصة لمهاجمة سياسات بريطانيا القسرية تجاه المستعمرات. أُدرجت قائمة كاملة بأعماله كملحق لعظة الجنازة التي ألقاها بريستلي.

## جوائز
حصل على جوائز منها:
- زميل في الجمعية الملكية.

## روابط خارجية
- ريتشارد برايس على موقع الموسوعة البريطانية (الإنجليزية)